# 63389 Noshiro
63389 Noshiro è un asteroide della fascia principale. Scoperto nel 2001, presenta un'orbita caratterizzata da un semiasse maggiore pari a 2,7666474 au e da un'eccentricità di 0,1538258, inclinata di 8,10544° rispetto all'eclittica.
L'asteroide è dedicato all'omonima città giapponese.